# Френсіс Велдон
Френсіс Велдон (англ. Francis Weldon, 2 серпня 1913 — 21 вересня 1993) — британський вершник.
Олімпійський чемпіон 1956 року в командному триборстві, бронзовий призер 1956 року в індивідуальному триборстві.
Чемпіон Європи з кінного триборства 1953 (командне триборство), 1954 (командне триборство), 1955 (індивідуальне триборство), 1955 (командне триборство) років, срібний призер 1953 (індивідуальне триборство), 1954 (індивідуальне триборство), 1959 (індивідуальне триборство), 1959 (командне триборство) років, бронзовий призер 1962 року в командному триборстві.